# 海上運送法
海上運送法（かいじょううんそうほう、昭和24年6月1日法律第187号）は、海上運送事業の運営を適正かつ合理的なものとすることにより、海上運送の利用者の利益を保護するとともに、海上運送事業の健全な発達を図り、もって公共の福祉を増進することに関する日本の法律である。
主に旅客自動車運送であるフェリーなどの事業、また海運仲立業および海運代理店業についての法律となっている。

## 構成
- 第1章　総則（第1条・第2条）
- 第2章　船舶運航事業（第3条―第32条の2）
- 第2章の2　安全統括管理者資格者証及び運航管理者資格者証
  - 第1節　安全統括管理者資格者証及び運航管理者資格者証の交付等（第32条の3―第32条の11）
  - 第2節　指定試験機関（第32条の12―第32条の15）
  - 第3節　登録安全統括管理者講習機関等（第32条の16―第32条の40）
  - 第4節　雑則（第32条の41）
- 第3章　船舶貸渡業、海運仲立業及び海運代理店業（第33条）
- 第4章　日本船舶及び船員の確保（第34条―第37条の6）
- 第5章　準日本船舶の認定等（第38条―第38条の5）
- 第5章の2　外航船舶の確保等（第39条―第39条の9）
- 第6章　先進船舶の導入等の促進（第39条の10―第39条の18）
- 第7章　特定船舶の導入の促進（第39条の19―第39条の37）
- 第8章　海上運送事業に使用する船舶の規格及び船級（第40条・第41条）
- 第9章　雑則（第42条―第45条の6）
- 第10章　罰則（第46条―第57条）
- 附則

## 定義
この法律で海上運送事業とは、船舶運航事業、船舶貸渡業、海運仲立業及び海運代理店業をいい、それぞれ以下のように定義されている（第2条）。
- 船舶運航事業 - 海上において船舶により人又は物の運送をする事業で港湾運送事業以外のもの （第2条2）
- 船舶貸渡業 - 船舶の貸渡又は運航の委託をする事業 （第2条7）
- 海運仲立業 - 海上における船舶による物品の運送又は船舶の貸渡し、売買若しくは運航の委託の媒介をする事業 （第2条8）
- 海運代理店業 - 船舶運航事業又は船舶貸渡業を営む者のために通常その事業に属する取引の代理をする事業  （第2条9）

また、船舶運航事業には定期航路事業と不定期航路事業に分けられる （第2条3,6）。
なお利用運送事業については、1989年に貨物利用運送事業法に移管された。

### 海上運送事業と内航海運業の関係
船舶運航事業や船舶貸渡業のうち、本邦内2地点間の物品の運送を担う事業については、一般に内航海運業法に定める内航海運業に該当する。但し、海上運送法上の旅客定期航路事業及び旅客不定期航路事業は、内航海運業に該当しない。

## 歴史

### 1939年 海運組合法
第1条　本法に於て海運業とは左に挙ぐる事業を謂ふ。

　一　船舶により人または物を運送する事業

　二　船舶の貸渡（期間傭船を含む）を為す事業

　三　船舶に依る人若は物の運送に関する仲介業又は船舶の貸渡（期間傭船を含む）若は媒介に関する仲介業
第4条　海運組合は左の事業を行ふことを得

　一　組合員の事業のためにする共同施設

　二　組合員間に於ける事業の統制

　三　組合員間に於ける事業に関する紛争の解決の斡旋

　四　組合員の事業に関する證明及鑑定

　五　組合員の事業に関する指導、研究及調査

　六　前各号に挙ぐるものの他組合員の目的を達するに必要なる事業
—海運組合法
1939年4月 - 海運組合法が制定。対象業は以下であった。
- 汽船海運業[1]
- 船舶貸渡業[1]
- 海運仲立業[1][2][3]
  - 甲種海運仲立業（甲仲） - 不定期船貨物の海上輸送・船舶の貸渡し・売買・運航委託などを行う
  - 乙種海運仲立業（乙仲）- 船会社と荷主の間で、船積み貨物の仲介・取り次ぎを行うブローカー

### 1949年 海上運送法
1949年、海上運送法に改定。